# As She’s Walking Away
«As She’s Walking Away» — песня американской кантри-группы Zac Brown Band, при участии Алана Джексона. Она вышла 23 августа 2010 года в качестве первого сингла со второго студийного альбома You Get What You Give на лейбле Atlantic Nashville/Southern Ground и дебютировала в кантри-чарте. Песню написал Зак Браун и Уятт Дюретт. Сингл стал пятым чарттоппером группы в кантри-чарте США.
Песня выиграла награду Грэмми в категории Лучшее совместное кантри-исполнение с вокалом на 53-й церемонии.

## История
Песня является первым релизом из альбома группы You Get What You Give, выпущенного 21 сентября. Джон Дрискелл Хопкинс, который играет в группе на бас-гитаре, предложил включить Джексона в состав дуэта, потому что он думал, что «у нас будет отличная и разная фанатская база». Оба — Zac Brown Band и Джексон — продюсировались Кейтом Стегаллом. 24 августа 2010 года на Target был выпущен эксклюзивный CD-сингл с «As She’s Walking Away» впервые вместе со студийной версией «Colder Weather».
Музыкальное видео было снято Дарреном Доаном.
Внутренние сцены бара были сняты в таверне Dixie Tavern в Мариетте, штат Джорджия. Внешние сцены бара были сняты в The Trap, расположенном по адресу 2822 East Avenue I, Ланкастер, штат Калифорния.

## Отзывы
«As She’s Walking Away» получила в основном положительные отзывы критиков. Обозреватель С. Уилкокс из The 9513 высоко оценил песню, отметив её «драйвовую, органичную аранжировку», а также взаимодействие между Брауном и Джексоном. В блоге AOL Radio Blog Амар Тор также положительно охарактеризовал вокал Брауна и Джексона. Положительный отзыв также поступил от Майкла Менахема из Billboard, который сказал, что песня имеет «трогательное» звучание.

## Чарты
«As She’s Walking Away» — пятый сингл с дебютного альбома группы, который достиг первого места в чарте Hot Country Songs. Песня дебютировала там на 32 строчке в чарте, а также на 77-м месте в хит-параде Billboard Hot 100. Позднее она дебютировала на 81-м месте в канадском чарте Canadian Hot 100 в неделю 9 октября 2010 года. В кантри-чарте от 20 ноября 2010 года «As She’s Walking Away» заняла первое место, став четвертым подряд синглом № 1 группы Zac Brown Band (и их пятым в целом) и двадцать шестым чарттоппером Джексона на сегодняшний день.

### Еженедельные чарты
| Чарт (2010)                         | Высшая позиция |
| ----------------------------------- | -------------- |
| США (Billboard Hot Country Songs)   | 1              |
| США (Billboard Hot 100)             | 32             |
| Канада (Billboard Canadian Hot 100) | 49             |

### Годовые итоговые чарты
| Чарт (2010)                    | Позиция |
| ------------------------------ | ------- |
| США (Country Songs, Billboard) | 46      |

| Чарт (2011)                    | Позиция |
| ------------------------------ | ------- |
| США (Country Songs, Billboard) | 76      |

## Сртификации
| Регион                                                                      | Сертификация | Продажи   |
| --------------------------------------------------------------------------- | ------------ | --------- |
| США (RIAA)                                                                  | Платиновый   | 1 000 000 |
| Данные о продажах + прослушиваниях приведены только на основе сертификации. |              |           |